# 阿利雅·伊泽特贝戈维奇

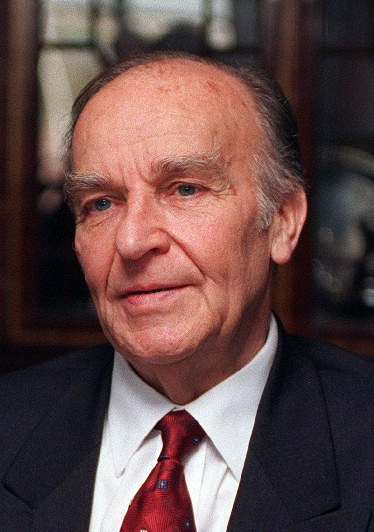
阿利雅·伊泽特贝戈维奇

阿利雅·伊泽特贝戈维奇（發音：[ǎlija ǐzedbeɡoʋitɕ]；1925年8月8日—2003年10月19日），波黑波斯尼亚克族律师、社会活动家、政治家，首任波斯尼亞和黑塞哥維那主席團主席。

## 生平
伊泽特贝戈维奇出生于波黑北部的一个穆斯林贵族家庭，其先祖在塞尔维亚脱离奥斯曼帝国时从贝尔格莱德逃亡至此。出生后不久，其父宣布破产，携全家迁居萨拉热窝。二战期间，伊泽特贝戈维奇未参加任何政治、军事组织。战后，他毕业于萨拉热窝大学。1970年，伊泽特贝戈维奇发表纲领性的《伊斯兰宣言》，南斯拉夫当局认为该书宣扬沙里亚法，将之查禁。在后来的波黑内战期间，塞尔维亚族援引该书中的大量原文，声称伊泽特贝戈维奇的目标是将波黑建成伊朗一样的伊斯兰原教旨主义国家。但是伊泽特贝戈维奇本人一直拒绝承认这种指控。
1983年4月，伊泽特贝戈维奇和四名同伴遭到逮捕和审判，他被判处14年有期徒刑。次年，在国际压力下，他的刑期被减为12年。1988年，伊泽特贝戈维奇被特赦出狱。1989年，伊泽特贝戈维奇创建波黑穆斯林民主行动党（SDA）。在1990年的波黑议会选举中，SDA获得了33%的选票，成为议会第一大党。虽然菲克瑞特·阿布迪奇（Fikret Abdić）在总统选举中获得了更高的支持率，但是他主动放弃了候选资格，使得伊泽特贝戈维奇成为首任波黑总统。不久，波黑局势恶化，各族之间互相攻战。伊泽特贝戈维奇虽然理论上只有一年的总统任期，但是鉴于“特殊局势”，原有政治体系完全崩溃，他的总统地位被保留。
1992年1月，伊泽特贝戈维奇同代表塞尔维亚族的拉多万·卡拉季奇和代表克罗地亚族的马特·博班签署了《里斯本协议》，同意建立一个多民族联邦制的波斯尼亚和黑塞哥维那共和国。但是很快伊泽特贝戈维奇就撤回了他的签名，表示不愿见到波黑的分裂。1992年2月，伊泽特贝戈维奇不顾塞族的反对，以波黑总统的身份发出备忘录，要求欧洲各国承认波黑为完全独立的国家。这一行为摧毁了脆弱的和平，虽然欧盟和美国在4月先后承认了波黑，但是塞族表示了强烈的反对，要求其聚居区保留在南斯拉夫之内。波黑内战完全爆发。战争开始后，占据绝对优势的南斯拉夫和波黑塞族军队一举占领了大部分的波黑国土，并对萨拉热窝完成了包围。在其后的三年内，伊泽特贝戈维奇困守萨拉热窝，他谴责西方国家抛弃了波黑，并转向穆斯林世界寻求援助。许多阿拉伯人志愿军来到波黑，以保护同为穆斯林的波斯尼亚克族不再遭受塞尔维亚人和克罗地亚人的屠杀。但是这些阿拉伯人很快成为了政治包袱。
1996年，伊泽特贝戈维奇被迫将与伊朗关系密切的国防部长解职，作为换取美国援助的条件之一。伊泽特贝戈维奇一直追求成立强力的波黑共和国中央政府，但是不但塞族和克族坚决反对，连其前盟友阿布迪奇也背叛了他，于1993年自行组织了“西波斯尼亚共和国”，不接受萨拉热窝的指令。1995年，波黑政府军平定了阿布迪奇，将其赶入克罗地亚境内。此时，伊泽特贝戈维奇的波黑政府一共只能控制25%的波黑领土，并且实际上只能代表波斯尼亚克族。
1995年8月，北约对波黑塞族军队进行了长达两周的空袭，波黑政府军和克族武装趁机发动反击，从塞族手中占领了大量的被占领土。联军迅速占领了波黑的一半土地，并反包围了塞族的统治中心巴尼亚卢卡，迫使塞族回到谈判桌前。1995年12月14日，斯洛博丹·米洛舍维奇、弗拉尼奥·图季曼和伊泽特贝戈维奇分别代表南斯拉夫、克罗地亚和波黑三国，在美国的斡旋下签署了《代顿协议》，宣告波黑内战告一段落。根据代顿协议，次年重建了三人波黑主席团，伊泽特贝戈维奇作为波斯尼亚克族的代表进入主席团，并继续担任波黑国家元首（主席团主席）。
2000年，伊泽特贝戈维奇因健康原因退出主席团。前南斯拉夫国际刑事法庭曾对伊泽特贝戈维奇在波黑内战中可能犯下的罪行进行调查，但是当其在2003年逝世后，调查即行终止。